# 安徽省白湖监狱管理分局
安徽省白湖监狱管理分局是中华人民共和国安徽省合肥市庐江县的一个类似乡级单位。

## 行政区划
下辖以下地区：
安徽省白湖监狱管理分局虚拟社区。